# Villa Gazzotti
La Villa Gazzotti, llamada también Villa Gazzotti Grimani es una villa del siglo XVI relacionada con el arquitecto Andrea Palladio. Se encuentra en la villa de Bertesina, cerca de Vicenza. 
El arquitecto de esta villa renacentista fue Andrea Palladio. Se comenzó su construcción en el año 1542, acabándose alrededor del año 1550. Es una de sus primeras obras como arquitecto. En 1994 la Unesco designó a la Villa Gazzotti Grimani como parte del lugar Patrimonio de la Humanidad en Vicenza. Dos años más tarde, el lugar se amplió para incluir las villas palladianas fuera del área central y de conformidad con ello pasó a llamarse «Ciudad de Vicenza y villas palladianas del Véneto».

## Arquitectura

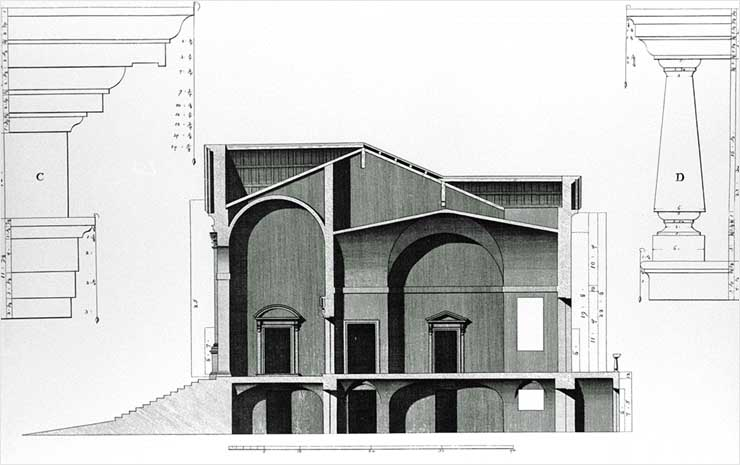
Sección de la Villa Gazzotti en Bertesina (Vicenza), diseñada por Andrea Palladio. Dibujo de Ottavio Bertotti Scamozzi, 1778.

La villa fue diseñada y construida en los años 1540 para Taddeo Gazzotti y como una serie de edificios palladianos, incorpora una estructura preexistente. En 1550, antes de que se completara el edificio, Gazzotti se enfrentaba a problemas financieros y vendió la finca a Giroamo Grimani. El nombre Villa Gazzotti Grimani viene de los apellidos de los dos primeros propietarios.
La forma externa de la villa muestra a la persona que lo encargó como hombre que quería hacer claramente visible su influencia. Por vez primera, Palladio presenta el cuerpo del edificio como un cubo claramente definido. Los tres arcos de la sección central, que recuerda a la Villa Godi, están coronados por un gablete triangular y es la forma dominante de la fachada. Es menos la realización de una línea de pensamiento original de Palladio - pues ejemplos parecidos pueden encontrarse tanto en la Villa Agostini de Cusignana de Arcade y en la arquitectura de Giovanni Maria Falconetto - que de su empresa de dar una nueva expresión a las formas preexistentes. Lo que es nuevo es que la arcada de tres arcos asume la total altura del edificio de una sola planta. Igualmente, el uso de un gablete triangular como un símbolo de dignidad no tiene contrapartida en la arquitectura seculae veneciana de la época. Un amplio tramo de escaleras se pretendió originalmente que llevara a la galería; los estrechos escalones que actualmente llevan al centro de la arcada en la galería es una adición posterior.
El cuerpo del edificio descansa sobre una base, de la que está dividida por medio de una cornisa que recorre toda la anchura de la fachada. Por un lado esto sirve para proteger las zonas de trabajo de la humedad, pero por otro, también alza la villa por encima del paisaje que la rodea. Este uso de una base se puede encontrar en una serie de villas palladianas, pero no era invención suya; Giovanni Maria Falconetto colocó la Villa Vescovile en Luvigliano que se empezó en 1534, sobre una base.
Junto con esta adopción del pensamiento arquitectónico contemporáneo, la Villa Gazotti también demuestra que había en los territorios venecianos una nueva manera de tratar las superficies de los muros. No son las partes cerradas de la fachada, sino una galería abierta que asume la posición dominante en la fachada de la villa. Además de esto, la manera en la que Palladio trata la fachada hace que sea claramente reconocible que es su intención dar a la superficie del muro una estructura plástica. Ocho pilastras con capiteles compuestos que se proyectan suavemente de la superficie del muro dividen la fachada en ocho ritmos verticales. Al mismo tiempo, la parte central, distinguida por los tres arcos, queda un poco descentrada del resto de la fachada. Las ventanas se conectan firmemente al cuerpo del edificio por medio de un alféizar de ventana bajo que recorre todo lo ancho de la fachada y que se contrarresta junto con los pedestales de las pilastras. En contraste con la Villa Godi y la Villa Piovene, las ventanas no son ya simples perforaciones del muro, sino que a través de sus perfiles plásticos y los prominentes gabletes triangulares en lo alto se han convertido en elementos estructurales independientes sobre la fachada.
Incluso aunque Palladio pretendiera abrir el muro, que usualmente se ve como un límite, no debe ignorarse que la fachada de Villa Gazotti aún tiene mucha superficie de muro sin forma por encima de las ventanas. No obstante, las múltiples capaz del muro por medios de la colocación de las pilastras, perfiles de ventanas y gabletes triangulares es una clara indicación de que Palladio pretendía modelar y dar forma al sólido cuerpo del edificio, derivado de los edificios con dos torres venecianos a través del uso de una estructura plástica y amplios vanos.
La villa actualmente necesita restauración, particularmente el exterior de estuco, que se ha levantado hasta exponer el ladrillo de debajo. La restaurada Villa Saraceno es un ejemplo de cuán impresionante puede aparecer el estuco restaurado.